# Herentia hyndmanni
Herentia hyndmanni är en mossdjursart som först beskrevs av Johnston 1847.  Herentia hyndmanni ingår i släktet Herentia och familjen Escharinidae. Inga underarter finns listade i Catalogue of Life.